# Gervais näbbval
Gervais näbbval (Mesoplodon europaeus) är en däggdjursart som först beskrevs av Paul Gervais 1855. Enligt Dyntaxa ingår gervais näbbval i släktet Mesoplodon och familjen näbbvalar. IUCN kategoriserar arten globalt som otillräckligt studerad. Arten har ej påträffats i Sverige. Inga underarter finns listade.

## Utbredning
Denna val förekommer i Atlanten från Brittiska öarna och nordöstra USA i norr till Angola och centrala Brasilien i syd. Den vistas sällan nära land utan söker sin föda i det öppna havet.

## Upptäckt
Någon gång mellan 1836 och 1841 upptäckte en sjökapten på ett av den franske köpmannen Abel Vautiers fartyg ett djur som flöt i vattnet. Han befann sig i Engelska kanalen och betraktade en stor djurkropp täckt av sjöfågel. Han högg loss huvudet och presenterade fyndet för Vautier. Fyndet nådde så småningom den franske paleontologen Paul Gervais, som beskrev fyndet av den nya arten 1855. I flera årtionden var detta enda fyndet och ifrågasattes starkt. Andra zoologer menade att det var frågan om ett avvikande exemplar av Sowerbys näbbval. Den nya arten bekräftades sedermera av två nya fynd i New Jersey i nordöstra USA. En ung hane fångades i närheten av Atlantic City 1889 och en vuxen hona strandade vid Long Branch 1905.

## Utseende
Gervais näbbval är mörkgrå på ryggen och sidorna, med en ljusare mage, i ljusgrått eller vitt. Arten kan förväxlas med Trues näbbval, men har betydligt mindre fenor. Den påträffas ofta ensam eller också i mindre antal. Valen har en framträdande nos, som är långsmal och med två framstående tänder hos hanarna. Hos honorna är tänderna inte synliga.
Längden hos den fullvuxna individen varierar mellan 4,0 och 5,2 meter. Vikten är ungefär 1200 kilogram. En nyfödd unge är ungefär 2,1 meter lång.

## Livslängd
Det finns dokumenterat om exemplar i frihet som blivit 27 år gamla. I fångenskap är rekordet  48 år.

## Föda
Undersökningar av maginnehållet hos strandade exemplar visar att arten huvudsakligen lever på bläckfisk (av släktena Octopoteuthis, Mastigoteuthis och Taonius), kräftdjuret Neognathophausia ingens, havsgädda och djuphavsarten huggormsfisk. Valens magsäck är uppdelad i ett flertal kammare. Det är en obesvarad fråga varför, eftersom fisk och bläckfisk är lättsmält föda och inte kräver en sådan konstruktion.

## Habitat
Gervais näbbval lever i varma och tropiska vatten som är pelagiska.

## Naturliga fiender
Bitmärken på döda valar tyder på att Gervais näbbval jagas av hajar, framför allt arten cigarrhaj. Den jagas också av späckhuggaren.

## Hot mot arten
Sonarljud på hög effekt tros förvilla denna art precis som andra näbbvalar, så att den tappar orienteringen - vilket har lett till strandade valar.
Det är vidare inte ovanligt med näbbvalar som har dött av svalda plastföremål.
Valfångst har däremot inte varit något hot mot denna art, men det har hänt att de fastnat i drivgarn som läggs på djupt vatten.